# John W. Burton
John William Burton (* 18. August 1906 in Rockford, Illinois; † 1. Juni 1978 in Los Angeles) war ein US-amerikanischer Filmproduzent und Kameramann.

## Leben
Burton studierte an der UCLA und begann seine Filmkarriere als Kameramann bei Leon Schlesinger Productions, wo er an der Filmserie Merrie Melodies, den späteren Looney Tunes, beteiligt war. Warner kaufte das Filmstudio 1944 auf und Burton wurde nun zunächst Produktionsmanager der neugeformten Warner Bros. Cartoons und 1957 deren Produzent. Unter anderem war Burton auch an der Kameraarbeit des einzigen Warner-Trickfilms in 3D, Lumber Jack-Rabbit (1954) beteiligt.
Im Jahr 1959 erhielt er den Oscar in der Kategorie Bester animierter Kurzfilm für Friz Frelengs Knighty Knight Bugs, der zu dieser Zeit an die Produzenten der Filme und nicht an die Regisseure ging. Im folgenden Jahr erhielt Burton für den Speedy-Gonzales-Kurztrickfilm Mexicali Shmoes eine weitere Oscarnominierung. Burton verließ Warner 1960 und wurde Geschäftsführer der Pacific Title and Art. Er starb 1978 in Los Angeles. Burtons Sohn John Burton junior (1932–2008) war als Kameramann aktiv.

## Filmografie
- 1957: Rabbit Romeo
- 1958: Tortilla Flaps
- 1958: Robin Hood Daffy
- 1958: Hare-Way to the Stars
- 1958: A Waggily Tale
- 1958: Dog Tales
- 1958: Weasel While You Work
- 1958: Knighty Knight Bugs
- 1958: Hook, Line and Stinker
- 1958: Pre-Hysterical Hare
- 1958: Gopher Broke
- 1958: Hip Hip-Hurry!
- 1958: Cat Feud
- 1959: Baton Bunny
- 1959: Mouse-Placed Kitten
- 1959: The Mouse That Jack Built
- 1959: Apes of Wrath
- 1959: Hot-Rod and Reel!
- 1959: A Mutt in a Rut
- 1959: Mexicali Shmoes
- 1959: Here Today, Gone Tamale
- 1959: A Broken Leghorn
- 1959: A Witch’s Tangled Hare
- 1959: Unnatural History
- 1960: Fastest with the Mostest
- 1960: West of the Pesos
- 1960: Horse Hare
- 1960: Wild Wild World
- 1960: Goldimouse and the Three Cats
- 1960: Person to Bunny
- 1960: Crockett-Doodle-Do
- 1960: Mouse and Garden
- 1961: Cannery Woe
- 1961: The Mouse on 57th Street
- 1961: Lickety-Splat
- 1961: A Scent of the Matterhorn
- 1961: The Last Hungry Cat
- 1962: Martian Through Georgia

## Auszeichnungen
- 1959: Oscar in der Kategorie Bester animierter Kurzfilm für Knighty Knight Bugs
- 1960: Oscarnominierung in der Kategorie Bester animierter Kurzfilm für Mexicali Shmoes